# Canterano
Canterano este o comună din provincia Roma, regiunea Lazio, Italia, cu o populație de 368 locuitori (1 ianuarie 2023) și o suprafață de 7,37 km².

## Demografie
Canterano - evoluția demografică

|  | Graficele sunt indisponibile din cauza unor probleme tehnice. Mai multe informații se găsesc la Phabricator și la wiki-ul MediaWiki. |

Date: Recensăminte sau birourile de statistică - grafică realizată de Wikipedia

## Personalități născute aici
- Armando Dionisi (n. 1949), om politic, europarlamentar.